# Egnatii
La gens Egnatia était une famille plébéienne de rang équestre dans la Rome antique. Seuls quelques Egnatii (singulier: Egnatius), les membres de la gens Egnatia, détenaient des magistratures, dont le plus important était peut-être Cnaeus Egnatius, qui occupa la préture au cours du IIe siècle av. J.-C. et fut gouverneur de Macédoine, peu de temps après que celle-ci devint une province romaine.

## Origine
Les Egnatii étaient d'origine samnite, et au moins certains d'entre eux s'étaient installés à Teanum. À la fin de la guerre sociale, la plupart d'entre eux semblent s'être installés à Rome, où deux d'entre eux furent admis au Sénat, bien qu'une branche de la famille semble être restée à Teanum,.

## Praenomen
Le premier des Egnatii connu de l'histoire portait les prénoms osques Gellius et Marius. Les Egnatii qui s'établirent à Rome favorisèrent Cnaeus, mais firent aussi appel à Gaius, Lucius, Marcus et Publius.

## Branches et cognomen
Les Egnatii ne semblent pas avoir été divisés en familles distinctes à l'époque de la République. La plupart des Egnatii ne portaient pas de cognomen, mais des individus sont connus sous les cognomen Celer, Maximus, Rufus et Veratius. Celer signifie «rapide», tandis que Maximus signifie «grand» ou «le plus grand». Rufus, qui signifie «rouge», était généralement donné à quelqu'un avec des cheveux roux ou un teint vermeil.

## Membres

### Sous la République
- Gellius Egnatius, (v. -340 - -295), le commandant des Samnites durant la troisième guerre samnites, qui éclata en -298. Trois ans plus tard, il fut tué au combat à la suite de la devotio du consul Publius Decius Mus.
- Caius Egnatius, (v. -210 - ?);
  - Gnaeus Egnatius, (v. -185 - ap. v. -143), praetor avant -146, proconsul de Macedonia, et en cette qualité, fit construire la Via Egnatia pour relier les montagnes Pindus à Thessalonica.
- Marius Egnatius, (v. -125 - -89), l'un des principaux dirigeants des alliés italiens dans la guerre sociale. Tite-Live l'appelle le chef des Samnites. En -90, il s'empare de Venafrum, puis met en fuite l'armée du consul Lucius Julius Caesar. L'année suivante, Egnatius fut tué au combat contre les préteurs Gaius Cosconius et Lucceius.
- Cnaeus Egnatius, (v. -155 - ?);
  - Gnaeus Egnatius, (v. -130 - -70/66), fut admis au Sénat romain, mais fut ensuite expulsé par les censeurs.
    - (Cnaeus) Egnatius (Maximus), (v. -105 - ap. -74), sénateur romain qui a été déshérité par son père.
    - Caius Egnatius Maximus, (v. -100 - ap. -45), magistrat monetaire en -75, sénateur romain;
      - ? Egnatia Maxima, (v. -70 - ap. v. -40);
      - ? (Caius Egnatius Maximus), (v. -70 - ?);
        - ? (Caius Egnatius Maximus), (v. -40 - ?);
          - ? Caius (Egnatius Maximus), (v. -10 - ?);
            - Egnatia Maximilla, (v. 25 - ap. 68), épouse de Publius Glitius Gallus
- Lucius Egnatius Rufus, (v. -85 - ap. -45), un eques, et ami de Cicéron, qui exerçait une vaste activité comme percepteur des impôts et prêteur d'argent dans les provinces.
  - ? Marcus Egnatius Rufus, (v. -55 - -19), édile, préteur, candidat au consulat en -19, exécuter pour conspiration.
- Egnatius Sidicinus, (v. -100 - ap. -50), mentionné par Cicéron comme ayant eu des transactions monétaires avec lui.
- Egnatius, (v. -100 - -43), lui et son fils furent inclus dans la proscription de -43 et furent tués d'un seul coup, alors qu'ils étaient enfermés dans les bras l'un de l'autre.
  - Egnatius, (v. -75 - -43);

### Sous le Principat
- Egnatius, un poet qui a écrit avant Virgile. Macrobe cite quelque lignes de son poème, De Rerum Natura.
- Publius Egnatius Celer, un philosophe Stoïcien, qui fut un proche de Néron. Il fut condamné à mort sous Vespasian.
- Gnaeus Egnatius Veratius, un historien romain, mentionné par Aurelius Victor.
- Marcus Egnatius Marcellinus, consul suffect en 116.
- Egnatius Capito, (v. 135 - v. 182/3), consul suffect, exécuter en 182/3.
- Marcus Egnatius Postumus, (v. 140 - ap. 183), consul suffect en 183.

#### Egnatii Victor
- Aulus Egnatius Priscillianus, (v.125 - ap.161/80), eques, philosophe;
  - ? (Lucius) Egnatius Victor, (v.155 - ap.207), consul suffect;
    - Lucius Egnatius Victor Lollianus, (v.185 - ap.254), consul suffect, proconsul d'Asie, Préfet de Rome;
      - ? (Lucius Egnatius Victor Lollianus), (v.205 - ?);
        - ? (Egnatius) Lollianus, (v.225 - ap.253/60), proconsul de Lycie-Pamphylie;
          - ? (Egnatius Lollianus), (v.250 - ?);
            - ? (Egnatia Lolliana), (v.275 - ?), épouse de (Quintus Flavius Maesius?);

      - ? Egnatius Lucillianus, (v.210 - ap.238/44), légat Auguste propréteur de Bretagne Inférieur;
        - ? Egnatius Lucillus, (v.230 - 268?), consul en 265;

    - ? Egnatius Victor Marinianus, (v.190 - ap.222/35), consul suffect;
    - ? (Egnatia) Mariniana, (v.195 - av.253), épouse de Valérien;

  - ? Aulus (Egnatius), (v.155 - ?);
    - Aulus Egnatius Proculus, (v.190 - ap.222), consul suffect;
      - Egnatia Secundilla;
      - Egnatius Proclianus;
      - Egnatius Leo;

    - ? Quintus Egnatius Proculus, (v.190 - ap.v.225), consul suffect;
      - ? Quintus E(gnatius) G(allus?) Perpetuus, (v.210 - ?), c. v. à Allifae;
        - ? Egnatius Dexter Maximus, (v.230 - ap.263), consul en 263;

    - ? Egnatius Proculus, (v.180/5 - ap.219), consul suffect en 219[b 1],[2];

#### Egnatii Certi
- ? (Egnatius Certus?), (v. 200 - ?), sénateur romain;
  - ? Caius Egnatius Certus Sattianus, (v. 225 - ap. 257), c. v., patron de Benevent;
    - Caius Egnatius Certus, (v. 250 - ap. v. 285), consul suffect;
      - Egnatia Certiana, (v. 275 - ap. v. 290);

#### Egnatii Tucciani
- Egnatius Tuccianus, (v. 205 - ap. 237), légat d'Auguste propréteur de Bretagne Inférieur;
  - ? (Egnatius Tuccianus), (v. 230 - ?);
    - ? Egnatius Tuccianus, (v. 255 - ap. 295), c. v., curateur de Thugga, proconsul d'Afrique;